# Lílian
Sílvia Lílian Barrie Knapp, mais conhecida como Lílian Knapp ou simplesmente Lílian (Rio de Janeiro, 30 de março de 1948 – São Paulo, 22 de fevereiro de 2025), foi uma cantora e compositora brasileira.
Fez parte da dupla Leno & Lílian, que alcançou sucesso nos anos 60. Os principais sucessos são "Pobre Menina", "Devolva-me" e "Eu Não Sabia Que Você Existia", todas compostas por Renato Barros, líder e fundador do grupo Renato e Seus Blue Caps. Também ficaram conhecidos pela canção "Coisinha Estúpida", composta por Leno e Carson Parks. Em carreira solo, Lílian ficou conhecida pela faixa "Sou Rebelde".
Teve mais de 370 músicas gravadas por diversos artistas.

## Vida pessoal
Durante a Jovem Guarda, namorou o compositor, líder e um dos fundadores da banda Renato e Seus Blue Caps, Renato Barros e, no fim dos anos 1980, casou-se com o baterista e produtor musical Cadu Nolla.

### Morte
Lilian morreu na noite de 22 de fevereiro de 2025, aos 76 anos. Ela estava internada na UTI em decorrência de um tumor agressivo na pelve.

## Carreira
Conheceu Leno aos 6 anos de idade e começaram a cantar juntos aos 15, quando eram vizinhos em Copacabana, Rio de Janeiro.
Formaram em 1965 a dupla Leno & Lílian, fazendo muito sucesso até o fim da dupla em 1967. Compôs o hit "Devolva-me" quando tinha 15 anos.
Em 1966, foi a primeira mulher a compor um rock original em português, chamada “O Pica Pau”, gravada originalmente por Erasmo Carlos.
Ficou alheia ao mundo artístico até voltar com Leno em 1972, encerrando a parceria novamente em 1974 quando saiu em carreira solo.
No final dos anos 70, retomou a carreira de intérprete e lançou a música “Sou rebelde”, uma regravação em português do hit "Soy Rebelde" da cantora anglo-espanhola Jeanette. A versão foi escrita por Paulo Coelho a pedido de Roberto Livi, que apostou no sucesso do cover e fez com que Lilian apresentasse a canção usando minissaia e fazendo cara de "menina ingênua", de modo a cativar o público. O disco alcançou a marca de mais de três milhões de copias vendidas.
Nesta época, Lílian posa nua para uma edição especial da revista Homem, da Idéia Editorial.
O álbum mais recente lançado por Lílian é Lílian Knapp, de 2001.
Em 2008, lançou seu projeto de rock underground “Kynna”, com o o guitarrista Luis Carlini e o baterista Cadu Nolla - seu marido, gravando composições de artistas novos como Júpiter Maçã, Graforréia Xilarmônica, Bidê ou Balde e Autoramas. Lançaram, de forma independente, o álbum "Underground".

## Discografia

### Leno e Lílian

#### Estúdio
- 1966 - Leno e Lilian
- 1967 - Não Acredito
- 1972 - Leno e Lilian
- 1973 - Leno e Lilian

#### Compactos
- 1966 - "Devolva-me" / "Pobre Menina"
- 1967 - "Está Pra Nascer" / "Não Vai Passar"
- 1967 - "Coisinha Estúpida" / "Um Novo Amor Surgirá"

#### Compactos duplos (EP)
- 1966 - Leno e Lilian
- 1967 - Leno e Lilian - Vol. II
- 1967 - Não Acredito
- 1968 - Não Acredito - Vol. II

#### Coletâneas
- 1966 - As 14 Mais - Vol. XVIII, com as canções "Devolva-me" e "Pobre Menina"
- 1967 - As 14 Mais - Vol. XIX com as canções "Está pra Nascer" e "Não Vai Passar"
- 1967 - As 14 Mais - Vol. XX com as canções "Não Acredito" e "Parem Tudo"

### Carreira solo

#### Estúdio
- 1979 - Lílian
- 1992 - Lílian
- 2001 - Lílian Knapp

#### Compactos
- 1974 - "Como Se Fosse Meu Irmão" / "Pra Onde É Que Você Vai?"
- 1976 - "Meu Nego" / "Hoje Eu Preciso"
- 1978 - "Sou Rebelde" / "Eu Sem Você"
- 1979 - "Uma Música Lenta" / "Hoje e Amanhã"
- 1980 - "Vai Voltar" / "Eu Te Espero"
- 1981 - "Esta Noite" / "Feliz, Feliz, Feliz Comigo"
- 1981 - "Das 9 às 5" / "Acho Que Eu Gosto Mesmo É de Sofrer"
- 1981 - "Frente a Frente" / "Amar Você pra Sempre"
- 1982 - "Gaivota" / "Homem Pássaro"
- 1983 - "O Sonho" / "Não Dá Mais Pé"

#### Compactos duplos (EP)
- 1980 - "Vai Voltar" / "Amor Inconstante" / "Quero Te Dar Amor" / "Como Duas Crianças"
- 1982 - "Das 9 às 5" / "Acho Que Eu Gosto Mesmo É de Sofrer" / "Frente a Frente" / "Amar Você Pra Sempre"

#### Coletâneas
- 1995 - 30 Anos de Jovem Guarda - Vol. 5 com as canções "Lacinhos Cor de Rosa", "Pobre Menina" e Devolva-me", sendo que as duas últimas são duetos com Ed Wilson.